# جزیره مونومسکوی (ماساچوست)
جزیره مونومسکوی (به انگلیسی: Monomoscoy Island) یک منطقهٔ مسکونی در ایالات متحده آمریکا است که در شهرستان برنستبل، ماساچوست واقع شده‌است. جزیره مونومسکوی ۰٫۶ کیلومتر مربع مساحت و ۱۴۷ نفر جمعیت دارد و ۲ متر بالاتر از سطح دریا واقع شده‌است.